# ボニーM
ボニーM（Boney M.）は、ドイツ出身のディスコ・バンドである。1970年代から1980年代に活動した。
ドイツのミュージシャン、フランク・ファリアンが当初自身の変名としてプロデュースし、メンバーを集めた上、男声パートのボーカルも担当した。ドイツのバンドではあるがメンバーはすべて海外（中南米とアフリカ出身）から呼び集め、歌詞も英語だった。
デビュー曲にしてドイツで1位、イギリスでもトップ10に入った「ダディ・クール」、イギリスで2位となった「怪僧ラスプーチン」が代表曲であり、他の代表曲に「サニー」、「バビロンの河」などがある。ドイツのみならず世界各国でヒットを飛ばし、ベスト・アルバム『マジック・オブ・ボニーM』はミリオンヒットを記録。「怪僧ラスプーチン」は、同じくドイツのディスコ・バンド、ジンギスカンがデビューするきっかけとなったことで知られる。

## 補足
- 楽曲「Bahama Mama（英語版）」を「バハマ音頭」と称して、日本の夏の盆踊りの中で利用している地域がある。発祥は不明だが、横浜市・神奈川県藤沢市・千葉県柏市、松戸市、流山市・東京都・長野県・大阪府大阪市などのそれぞれ限られた地域で確認されている、地域住民にとっては若い人が中心となって盛り上がる盆踊り恒例の曲として1980年代後半から親しまれている。
- 活躍していた当時は（男女構成比が「本家」とは違うが）「黒い ABBA」の異名があった。

## メンバー
- リズ・ミッチェル（1952年7月12日 - 、ジャマイカ出身）
- マーシャ・バレット（1948年10月14日 - 、同上）
- メイジー・ウィリアムス（1951年3月25日- 、小アンティル諸島モントセラト島出身）
- ボビー・ファレル（1949年10月6日 - 2010年12月30日、西インド諸島アルバ島出身）- メインダンサーで唯一の男性メンバー。マイクも持つが実際には歌っていない。
- レギー・ツィボー（1950年9月7日 - 、ガーナ出身。）

## ディスコグラフィ

### スタジオ・アルバム
- 『ダディ・クール』 - Take the Heat off Me (1976年)
- 『マ・ベーカー/サニー/ダディ・クール』 - Love for Sale (1977年)
- 『ヴィーナスの冒険』 - Nightflight to Venus (1978年) ※旧邦題『怪僧ラスプーチン/バビロンの河』
- 『オーシャンズ・オブ・ファンタジー』 - Oceans of Fantasy (1979年)
- 『ボノノノス』 - Boonoonoonoos (1981年)
- 『クリスマス・アルバム』 - Christmas Album (1981年)
- 『ファンタジー・ワールド』 - Ten Thousand Lightyears (1984年)
- 『アイ・ダンス』 - Eye Dance (1985年)